# Reichstagswahlkreis Königreich Sachsen 23

Die Wahlkreisaufteilung des Deutschen Reichs.

Der Reichstagswahlkreis Königreich Sachsen 23 (in der reichsweiten Durchnummerierung auch Reichstagswahlkreis 307; auch Reichstagswahlkreis Plauen genannt) war der dreiundzwanzigste Reichstagswahlkreis für das Königreich Sachsen für die Reichstagswahlen im Deutschen Reich und im Norddeutschen Bund von 1867 bis 1918.

## Wahlkreiszuschnitt
Der Wahlkreis umfasste die Amtshauptmannschaft Oelsnitz, Amtshauptmannschaft Plauen ohne die Amtsgerichtsbezirke Reichenbach und Elsterberg; Amtsgerichtsbezirk Klingenthal und Gemeinde Mulde der Amtshauptmannschaft Auerbach.
Dies entsprach ursprünglich der Stadt Plauen und den Gerichtsamtsbezirken Plauen, Pausa, Oelsnitz, Adorf, Markneukirchen, Schöneck und Klingenthal.
| Jahr | Einwohner |
| ---- | --------- |
| 1890 | 155.481   |
| 1895 | 170.803   |
| 1900 | 195.457   |
| 1905 | 230.912   |
| 1910 | 250.260   |

|      | Landwirtschaft | Industrie und Gewerbe | Handel und Dienstleistungen |
| ---- | -------------- | --------------------- | --------------------------- |
| 1895 | 19,7           | 66,7                  | 13,6                        |
| 1907 | 10,5           | 72,0                  | 17,5                        |

|      | Evangelisch | Katholisch |
| ---- | ----------- | ---------- |
| 1890 | 97,5        | 2,2        |
| 1905 | 93,9        | 5,3        |
| 1910 | 93,3        | 5,7        |

## Abgeordnete
| Wahl                                        | Abgeordneter                    | Partei     | Bild |
| ------------------------------------------- | ------------------------------- | ---------- | ---- |
| Reichstagswahl Februar 1867 bis August 1867 | Karl Braun                      | Altliberal |      |
| Reichstagswahl August 1867 bis 1869         | Franz August Mammen             | DFP        |      |
| Ersatzwahl 1869 bis 1871                    | Max Hirsch                      | DFP        |      |
| Reichstagswahl 1871 bis 1874                | Otto Georg zu Münster-Langelage | LRP        | 0    |
| Reichstagswahl 1874 bis 1877                | Karl Gotthold Krause            | NLP        | 0    |
| Reichstagswahl 1877 bis 1878                | Otto Meusel                     | DKP        | 0    |
| Reichstagswahl 1878 bis 1881                | Gustav Landmann                 | NLP        | 0    |
| Reichstagswahl 1881 bis 1893                | Alwin Hartmann                  | DKP        |      |
| Reichstagswahl 1893 bis 1894                | Maximilian von Polenz           | DKP        | 0    |
| Ersatzwahl 1894 bis 1898                    | Alwin Gerisch                   | SPD        |      |
| Reichstagswahl 1898 bis 1903                | Wilhelm Zeidler                 | DKP        | 0    |
| Reichstagswahl 1903 bis 1907                | Alwin Gerisch                   | SPD        |      |
| Reichstagswahl 1907 bis 1912                | Oscar Günther                   | FVp        |      |
| Reichstagswahl 1912 bis 1918                | Hermann Jäckel                  | SPD        |      |

## Wahlen

### 1867 (Februar)
Es fand ein Wahlgang statt. Die Zahl der gültigen Stimmen betrug 12.621.
| Kandidat   | Partei     | Stimmen | in % | Anmerkungen |
| ---------- | ---------- | ------- | ---- | ----------- |
| Karl Braun | Altliberal | 7921    | 0    | 0           |

### 1867 (August)
Es fand ein Wahlgang statt. Die Zahl der gültigen Stimmen betrug 5999.
| Kandidat            | Partei | Stimmen | in % | Anmerkungen |
| ------------------- | ------ | ------- | ---- | ----------- |
| Franz August Mammen | F      | 4007    | 0    | 0           |

### Ersatzwahl 1869 I
Mammen legte das Mandat zwischen der 2. und 3. Session nieder und es kam zu einer Ersatzwahl am 4. März 1869. Es fand ein Wahlgang statt. Die Zahl der gültigen Stimmen betrug 6151.
| Kandidat              | Partei   | Stimmen | in % | Anmerkungen |
| --------------------- | -------- | ------- | ---- | ----------- |
| Fahnauer              | F        | 3265    | 0    | 0           |
| Seiler                | K        | 2454    | 0    | 0           |
| Kronprinz von Sachsen | K        | 286     | 0    | 0           |
| 0                     | Sonstige | 146     | 0    | 0           |

### Ersatzwahl 1869 II
Fahmauer nahm die Wahl nicht an und es kam zu einer Ersatzwahl am 30. März 1869. Es fand ein Wahlgang statt. Die Zahl der gültigen Stimmen betrug 6704, 61 Stimmen waren ungültig.
| Kandidat   | Partei   | Stimmen | in % | Anmerkungen |
| ---------- | -------- | ------- | ---- | ----------- |
| Seiler     | K        | 3653    | 0    | 0           |
| Max Hirsch | F        | 2912    | 0    | 0           |
| 0          | Sonstige | 139     | 0    | 0           |

Im Rahmen der Wahlprüfung stellte der Reichstag am 12. April 1869 fest, Hirsch habe 3880 Stimmen erhalten und sei gewählt worden.

### 1871
Es fanden zwei Wahlgänge statt. 19.725 Männer waren wahlberechtigt. Die Zahl der abgegebenen Stimmen betrug im ersten Wahlgang 8874, 42 Stimmen waren ungültig. Die Wahlbeteiligung betrug 25,2 %.
| Kandidat                  | Partei   | Stimmen | in % | Anmerkungen |
| ------------------------- | -------- | ------- | ---- | ----------- |
| Otto zu Münster-Langelage | LRP      | 4323    | 0    | 0           |
| Schmidt                   | NLP      | 1864    | 0    | Advokat     |
| Max Hirsch                | F        | 1681    | 0    | 0           |
| Knöllner                  | S (Lass) | 597     | 0    | 0           |
| Seiler                    | K        | 265     | 0    | 0           |
| 0                         | Sonstige | 144     | 0    | 0           |

In der Stichwahl betrug die Zahl der abgegebenen Stimmen 10.268, 47 Stimmen waren ungültig. Die Wahlbeteiligung betrug 52,3 %.
| Kandidat                  | Partei | Stimmen | in % | Anmerkungen |
| ------------------------- | ------ | ------- | ---- | ----------- |
| Otto zu Münster-Langelage | LRP    | 5852    | 0    | 0           |
| Schmidt                   | NLP    | 4416    | 0    | Advokat     |

### 1874
Es fanden zwei Wahlgänge statt. 21.873 Männer waren wahlberechtigt. Die Zahl der abgegebenen Stimmen betrug im ersten Wahlgang 10.477 oder 10.279, 56 Stimmen waren ungültig. Die Wahlbeteiligung betrug 47,9 %.
| Kandidat             | Partei   | Stimmen | in % | Anmerkungen                   |
| -------------------- | -------- | ------- | ---- | ----------------------------- |
| Karl Gotthold Krause | NLP      | 4442    | 0    | 0                             |
| Seiler               | K        | 3801    | 0    | Rittergutsbesitzer, Neuensulz |
| Alber                | S (Eis)  | 1650    | 0    | Maurermeister, Glauchau       |
| Zwiebler             | S (Lass) | 370     | 0    | Zigarrenarbeiter, Altenburg   |
| 0                    | Sonstige | 16      | 0    | 0                             |

In der Stichwahl betrug die Zahl der abgegebenen Stimmen 12.554, 78 Stimmen waren ungültig. Die Wahlbeteiligung betrug 57,8 %.
| Kandidat             | Partei | Stimmen | in % | Anmerkungen                   |
| -------------------- | ------ | ------- | ---- | ----------------------------- |
| Karl Gotthold Krause | NLP    | 6729    | 0    | 0                             |
| Seiler               | K      | 5825    | 0    | Rittergutsbesitzer, Neuensulz |

### 1877
Es fanden zwei Wahlgänge statt. 24.016 Männer waren wahlberechtigt. Die Zahl der abgegebenen Stimmen betrug im ersten Wahlgang 13.679, 87 Stimmen waren ungültig. Die Wahlbeteiligung betrug 57,3 %.
| Kandidat    | Partei   | Stimmen | in % | Anmerkungen      |
| ----------- | -------- | ------- | ---- | ---------------- |
| Neiser      | S        | 4923    | 0    | 0                |
| Otto Meusel | K        | 4624    | 0    | 0                |
| Krause      | NLP      | 4121    | 0    | Advokat, Dresden |
| 0           | Sonstige | 11      | 0    | 0                |

In der Stichwahl betrug die Zahl der abgegebenen Stimmen 15.050, 80 Stimmen waren ungültig. Die Wahlbeteiligung betrug 63 %.
| Kandidat    | Partei | Stimmen | in % | Anmerkungen |
| ----------- | ------ | ------- | ---- | ----------- |
| Neiser      | S      | 9257    | 0    | 0           |
| Otto Meusel | K      | 5793    | 0    | 0           |

### 1878
Es fanden zwei Wahlgänge statt. 24.497 Männer waren wahlberechtigt. Die Zahl der abgegebenen Stimmen betrug im ersten Wahlgang 12.526, 44 Stimmen waren ungültig. Die Wahlbeteiligung betrug 51,3 %.
| Kandidat        | Partei   | Stimmen | in % | Anmerkungen |
| --------------- | -------- | ------- | ---- | ----------- |
| Gustav Landmann | NLP      | 4204    | 0    | 0           |
| Otto Meusel     | K        | 4010    | 0    | 0           |
| Burckhardt      | S        | 3743    | 0    | Xylograph   |
| Dr. Werner      | F        | 554     | 0    | 0           |
| 0               | Sonstige | 11      | 0    | 0           |

In der Stichwahl betrug die Zahl der abgegebenen Stimmen 15.501, 92 Stimmen waren ungültig. Die Wahlbeteiligung betrug 43,2 %.
| Kandidat        | Partei | Stimmen | in % | Anmerkungen |
| --------------- | ------ | ------- | ---- | ----------- |
| Gustav Landmann | NLP    | 5458    | 0    | 0           |
| Otto Meusel     | K      | 5043    | 0    | 0           |

### 1881
Es fanden zwei Wahlgänge statt. 24.360 Männer waren wahlberechtigt. Die Zahl der abgegebenen Stimmen betrug im ersten Wahlgang 10.696, 48 Stimmen waren ungültig. Die Wahlbeteiligung betrug 44,1 %.
| Kandidat        | Partei   | Stimmen | in % | Anmerkungen |
| --------------- | -------- | ------- | ---- | ----------- |
| Alwin Hartmann  | K        | 5120    | 0    | 0           |
| Gustav Landmann | NLP      | 3492    | 0    | 0           |
| Eugen Richter   | F        | 2074    | 0    | 0           |
| 0               | Sonstige | 10      | 0    | 0           |

In der Stichwahl betrug die Zahl der abgegebenen Stimmen 13.387, 64 Stimmen waren ungültig. Die Wahlbeteiligung betrug 55,2 %.
| Kandidat        | Partei | Stimmen | in % | Anmerkungen |
| --------------- | ------ | ------- | ---- | ----------- |
| Alwin Hartmann  | K      | 7387    | 0    | 0           |
| Gustav Landmann | NLP    | 6009    | 0    | 0           |

### 1884
Es fand ein Wahlgang statt. 26.126 Männer waren wahlberechtigt. Die Zahl der abgegebenen Stimmen betrug 11.944, 51 Stimmen waren ungültig. Die Wahlbeteiligung betrug 45,9 %.
| Kandidat       | Partei   | Stimmen | in % | Anmerkungen |
| -------------- | -------- | ------- | ---- | ----------- |
| Alwin Hartmann | K        | 7362    | 0    | 0           |
| 0              | NLP      | 2261    | 0    | 0           |
| 0              | S        | 2312    | 0    | 0           |
| 0              | Sonstige | 9       | 0    | 0           |

### 1887
Es fand ein Wahlgang statt. 27.715 Männer waren wahlberechtigt. Die Zahl der abgegebenen Stimmen betrug 18.793, 55 Stimmen waren ungültig. Die Wahlbeteiligung betrug 68,0 %.
| Kandidat       | Partei   | Stimmen | in % | Anmerkungen |
| -------------- | -------- | ------- | ---- | ----------- |
| Alwin Hartmann | K        | 12.645  | 0    | 0           |
| 0              | F        | 1191    | 0    | 0           |
| 0              | S        | 4954    | 0    | 0           |
| 0              | Sonstige | 3       | 0    | 0           |

### 1890
Die Kartellparteien NLP und Konservative einigten sich erneut auf einen gemeinsamen Kandidaten. Es fanden zwei Wahlgänge statt. 29.200 Männer waren wahlberechtigt. Die Zahl der abgegebenen Stimmen betrug im ersten Wahlgang 22.748, 78 Stimmen waren ungültig. Die Wahlbeteiligung betrug 77,9 %.
| Kandidat             | Partei   | Stimmen | in % | Anmerkungen |
| -------------------- | -------- | ------- | ---- | ----------- |
| Franz Moritz Kirbach | DF       | 3504    | 15,5 | 0           |
| Alwin Hartmann       | K        | 10.890  | 48,0 | 0           |
| Wilhelm August Kaden | SPD      | 8275    | 36,5 | 0           |
| 0                    | Sonstige | 1       | 0,0  | 0           |

Die Freisinnigen riefen in der Stichwahl zur Wahl des SPD-Kandidaten auf. Die Zahl der abgegebenen Stimmen betrug in der Stichwahl 23.605, 107 Stimmen waren ungültig. Die Wahlbeteiligung betrug 80,9 %.
| Kandidat             | Partei | Stimmen | in % | Anmerkungen |
| -------------------- | ------ | ------- | ---- | ----------- |
| Alwin Hartmann       | K      | 12.915  | 55,0 | 0           |
| Wilhelm August Kaden | SPD    | 10.583  | 45,0 | 0           |

### 1893
Das Bündnis von NLP und Konservativen wurde um die DSP erweitert. Es fanden zwei Wahlgänge statt. 30.754 Männer waren wahlberechtigt. Die Zahl der abgegebenen Stimmen betrug im ersten Wahlgang 23.870, 61 Stimmen waren ungültig. Die Wahlbeteiligung betrug 77,6 %.
| Kandidat              | Partei   | Stimmen | in % | Anmerkungen |
| --------------------- | -------- | ------- | ---- | ----------- |
| Franz Moritz Kirbach  | FVP      | 3961    | 16,6 | 0           |
| Maximilian von Polenz | K        | 10.567  | 44,4 | 0           |
| Alwin Gerisch         | SPD      | 9277    | 39,0 | 0           |
| 0                     | Sonstige | 4       | 0,0  | 0           |

Die Freisinnigen riefen in der Stichwahl zur Wahl des SPD-Kandidaten auf. Die Zahl der abgegebenen Stimmen betrug in der Stichwahl 24.977, 159 Stimmen waren ungültig. Die Wahlbeteiligung betrug 81,2 %.
| Kandidat              | Partei | Stimmen | in % | Anmerkungen |
| --------------------- | ------ | ------- | ---- | ----------- |
| Maximilian von Polenz | K      | 12.766  | 51,4 | 0           |
| Alwin Gerisch         | SPD    | 12.052  | 48,6 | 0           |

### Ersatzwahl 1894
Im Rahmen der Wahlprüfung wurde die Wahl in diesem Wahlkreis für ungültig erklärt, da es zu „Unregelmäßigkeiten“ und Behinderungen des SPD-Wahlkampfs gekommen sei. Daher wurden Ersatzwahlen durchgeführt. Die bürgerlichen Parteien taten sich mit der Kandidatenfindung schwer. Die Konservativen konnten keinen eigenen Kandidaten finden und sprachen sich daher notgedrungen für den Kandidaten der NLP aus. Der lokale Wahlverein des BdL unterstützte Übel, die Reichsleitung des BdL rief aber zur Wahl des antisemitischen Kandididaten auf und erklärte den Beschluss des lokalen Wahlkomitees für ungültig. Mit dem antisemitischen und dem linksliberalen Kandidaten traten die nicht-sozialistischen Parteien zersplittert auf. Es fanden zwei Wahlgänge statt. Der erste Wahlgang erfolgte am 24. Mai 1894. 30.754 Männer waren wahlberechtigt. Die Zahl der abgegebenen Stimmen betrug im ersten Wahlgang 20.627, 42 Stimmen waren ungültig. Die Wahlbeteiligung betrug 67,1 %.
| Kandidat            | Partei   | Stimmen | in % | Anmerkungen                 |
| ------------------- | -------- | ------- | ---- | --------------------------- |
| Max Schubert        | DS       | 2667    | 13,0 | 0                           |
| Arnold von Schwarze | FVP      | 1999    | 9,7  | Kaufmann, Fabrikant, Plauen |
| Übel                | NLP      | 6000    | 29,1 | 0                           |
| Alwin Gerisch       | SPD      | 9919    | 48,2 | 0                           |
| 0                   | Sonstige | 0       | 0,0  | 0                           |

Das Ergebnis der Stichwahl war:
| Kandidat      | Partei | Stimmen | in % | Anmerkungen |
| ------------- | ------ | ------- | ---- | ----------- |
| Übel          | NLP    | 10.926  | 46,5 | 0           |
| Alwin Gerisch | SPD    | 12.587  | 53,5 | 0           |

### 1898
NLP und Konservative einigten sich auf Zeidler, die FVg unterstützte Schwarze. Es fanden zwei Wahlgänge statt. 34.667 Männer waren wahlberechtigt. Die Zahl der abgegebenen Stimmen betrug im ersten Wahlgang 24.350, 60 Stimmen waren ungültig. Die Wahlbeteiligung betrug 70,2 %.
| Kandidat            | Partei   | Stimmen | in % | Anmerkungen |
| ------------------- | -------- | ------- | ---- | ----------- |
| Arnold von Schwarze | FVP      | 2962    | 12,2 | 0           |
| Wilhelm Zeidler     | K        | 11.582  | 47,7 | 0           |
| Alwin Gerisch       | SPD      | 9744    | 40,1 | 0           |
| 0                   | Sonstige | 2       | 0,0  | 0           |

Die Zahl der abgegebenen Stimmen betrug in der Stichwahl 28.341, 143 Stimmen waren ungültig. Die Wahlbeteiligung betrug 81,8 %.
| Kandidat        | Partei | Stimmen | in % | Anmerkungen |
| --------------- | ------ | ------- | ---- | ----------- |
| Wilhelm Zeidler | K      | 14.358  | 50,9 | 0           |
| Alwin Gerisch   | SPD    | 13.840  | 49,1 | 0           |

### 1903
Gemäß dem landesweiten Kartellvertrag unterstützte die NLP Zeidler. Es fand ein Wahlgang statt. 40.965 Männer waren wahlberechtigt. Die Zahl der abgegebenen Stimmen betrug 31.882, 113 Stimmen waren ungültig. Die Wahlbeteiligung betrug 77,8 %.
| Kandidat            | Partei   | Stimmen | in % | Anmerkungen |
| ------------------- | -------- | ------- | ---- | ----------- |
| Arnold von Schwarze | FVP      | 6992    | 22,0 | 0           |
| Wilhelm Zeidler     | K        | 8313    | 26,2 | 0           |
| Alwin Gerisch       | SPD      | 16.406  | 51,6 | 0           |
| Felix Porsch        | Zentrum  | 54      | 0,2  | 0           |
| 0                   | Sonstige | 4       | 0,0  | 0           |

### 1907
Die Zusammenarbeit der bürgrelichen Parteien fand bei der Wahl 1907 ein Ende. Der konservative Kandidat wurde auch von BdL und Mittelstandsvereinigung unterstützt, der linksliberale auch von der FVg. Es fanden zwei Wahlgänge statt. 44.813 Männer waren wahlberechtigt. Die Zahl der abgegebenen Stimmen betrug im ersten Wahlgang 39.960, 107 Stimmen waren ungültig. Die Wahlbeteiligung betrug 89,2 %.
| Kandidat           | Partei   | Stimmen | in % | Anmerkungen       |
| ------------------ | -------- | ------- | ---- | ----------------- |
| Oscar Günther      | FVP      | 13.042  | 32,7 | 0                 |
| Oskar Schanz       | K        | 7712    | 19,4 | 0                 |
| Christian Korengel | NLP      | 3806    | 9,6  | Fabrikant, Plauen |
| Alwin Gerisch      | SPD      | 15.197  | 38,1 | 0                 |
| Matthias Erzberger | Zentrum  | 95      | 0,2  | 0                 |
| 0                  | Sonstige | 1       | 0,0  | 0                 |

In der Stichwahl riefen die Konservativen und die NLP zur Wahl des linksliberalen Kandidaten auf. Die Zahl der abgegebenen Stimmen betrug in der Stichwahl 40.068, 98 Stimmen waren ungültig. Die Wahlbeteiligung betrug 89,5 %.
| Kandidat      | Partei | Stimmen | in % | Anmerkungen |
| ------------- | ------ | ------- | ---- | ----------- |
| Oscar Günther | FVP    | 24.491  | 61,2 | 0           |
| Alwin Gerisch | SPD    | 15.497  | 38,8 | 0           |

### 1912
Die beiden liberalen Parteien hatten auf Landesebene ein Abkommen geschlossen, dass in diesem Wahlkreis einen linksliberalen Kandidaten mit Unterstützung der NLP vorsah. Der lokale Wahlverein der NLP hielt sich jedoch nicht daran und nominierte Graser als eigenen Kandidaten. Da Graser auf dem rechten politischen Rand der NLP stand, erhielt er auch Unterstützung von BdL und Konservativen. Die Landes- und die Reichsleitung der NLP erklärten, diese Kandidatur nicht als Kandidatur der NLP anzuerkennen. Es fanden zwei Wahlgänge statt. 50.192 Männer waren wahlberechtigt. Die Zahl der abgegebenen Stimmen betrug im ersten Wahlgang 42.917, 117 Stimmen waren ungültig. Die Wahlbeteiligung betrug 85,5 %.
| Kandidat       | Partei   | Stimmen | in % | Anmerkungen                 |
| -------------- | -------- | ------- | ---- | --------------------------- |
| Oscar Günther  | FoVP     | 11.859  | 27,7 | 0                           |
| Julius Graser  | NLP      | 10.070  | 23,5 | Fabrikant, Stadtrat, Plauen |
| Hermann Jäckel | SPD      | 20.857  | 48,7 | 0                           |
| 0              | Sonstige | 14      | 0,0  | 0                           |

In der Stichwahl riefen Konservative und NLP nicht zur Wahl von Günther, sondern zur Stimmenthaltung auf. Dies war eine Rache gegenüber den Linksliberalen, die ihrerseits in den Wahlkreisen 205 und 298 nicht zur Wahl des dortigen konservativen Kandidaten aufgerufen hatte. Die Zahl der abgegebenen Stimmen betrug in der Stichwahl 45.704, 286 Stimmen waren ungültig. Die Wahlbeteiligung betrug 91,1 %.
| Kandidat       | Partei | Stimmen | in % | Anmerkungen |
| -------------- | ------ | ------- | ---- | ----------- |
| Oscar Günther  | FoVP   | 11.406  | 47,1 | 0           |
| Hermann Jäckel | SPD    | 24.012  | 52,9 | 0           |